# Eden Golan
Eden Golan (hebreu: עדן גולן‎; rus: Эден Голан; nascuda el 5 d'octubre de 2003) és una cantant russoisraeliana.
Va començar la seva carrera participant en la selecció russa per al Festival de la Cançó d'Eurovisió Júnior 2015, i després al concurs de televisió russa Golos. Deti. Va representar Israel al Festival de la Cançó d'Eurovisió 2024 amb la cançó "Hurricane", que va acabar en cinquè lloc de la classificació general.

## Primers anys
Eden Golan va néixer a Kfar Saba. Els seus dos pares van néixer a la Unió Soviètica en famílies d'herència jueva. La mare de Golan és d'ascendència jueva ucraïnesa i el seu pare és d'origen jueu letó. El seu avi, Yuri Golan (abans Glagolev), es va graduar a la Facultat de Periodisme de la Universitat Estatal de Moscou i va treballar per al diari Sovetskaia molodioj.
Quan Golan tenia sis anys, ella i els seus pares es van traslladar a Rússia a causa de la feina del seu pare. Residien a Moscou. La família va viure a Rússia durant 12 anys. Segons Golan, tenia sentiments contradictoris sobre el seu temps vivint a Rússia, i que mentre va començar la seva carrera musical, també es trobava incòmoda a causa de les freqüents manifestacions d'antisemitisme. Golan i els seus pares es van traslladar a Israel el 2022; la causa immediata del moviment va ser la invasió russa d'Ucraïna, però segons Golan, la seva família ho hauria fet independentment.

## Carrera

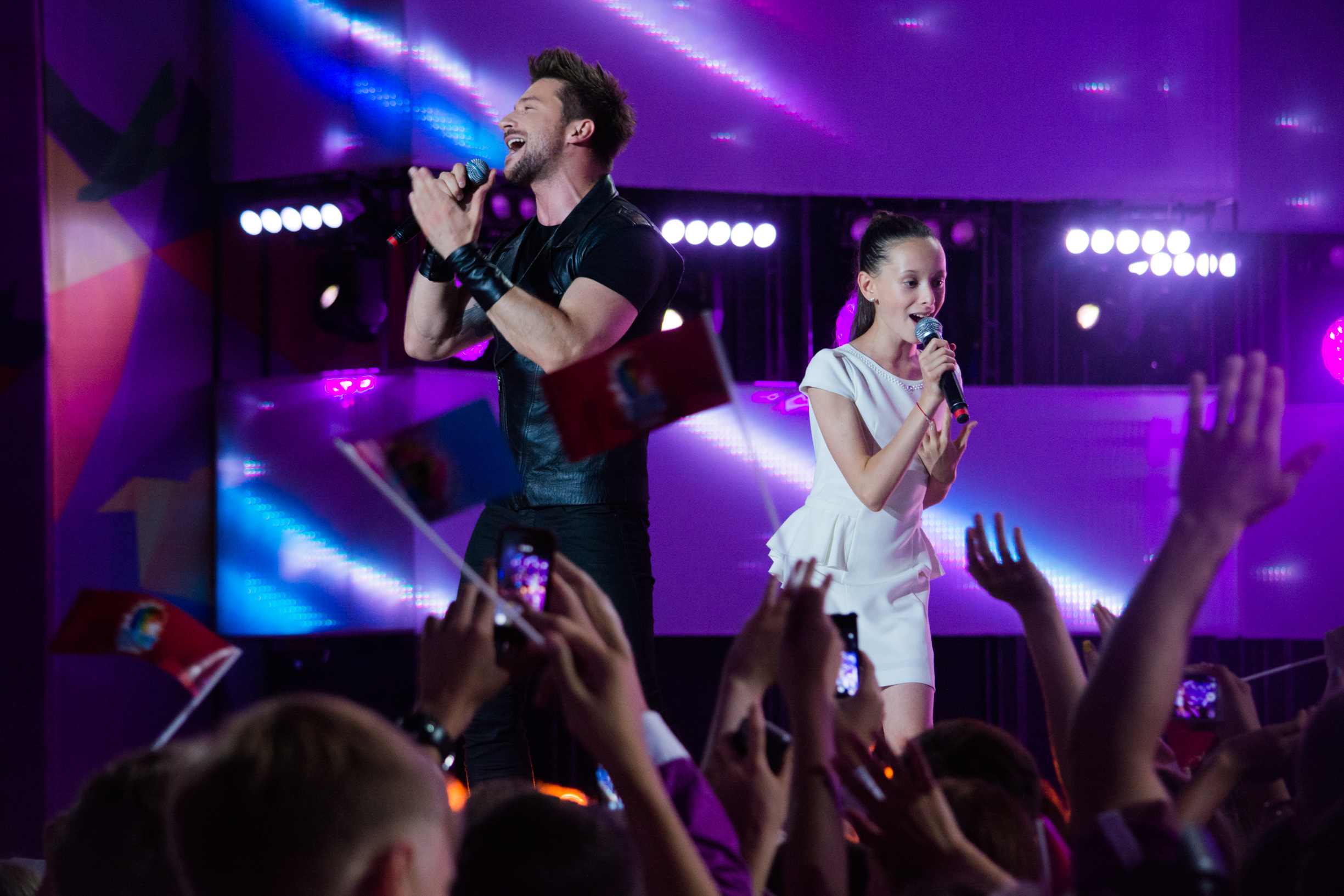
Golan amb el cantant rus Serguei Làzarev el 2015.

El 2015, Golan va participar en la selecció russa per al Festival de la Cançó d'Eurovisió Júnior 2015. Va acabar cinquena a la final, anotant 22 punts, vuit menys que el guanyador final Mikhaïl Smirnov. El 2016, quan Eden tenia 12 anys, va actuar a l'edició infantil del concurs Nóvaia volnà, que es va celebrar al campament d'Artek a la Crimea ocupada per Rússia, inclosa la interpretació de la seva cançó "Voiu na lunu" a un duet amb Niüixa. El 2018, Golan va ser finalista de la cinquena temporada del programa Golos. Deti, representant l'equip de Pelagueia. Va col·laborar amb Yinon Yahel. Després del seu retorn a Israel, el 2022, Golan va participar en la final de la temporada 2 de Ro'im et Hakol i va ser eliminada a la primera ronda.
En preparació per al Festival de la Cançó d'Eurovisió 2024, la Corporació de Radiodifusió Israeliana va decidir tornar a seleccionar el representant del país mitjançant la cooperació amb el canal Keshet 12 i el programa de talent HaKokhav HaBa. Golan va guanyar totes les etapes del programa, interpretant "I Have Nothing" de Whitney Houston i "I Don't Want to Miss a Thing" d'Aerosmith per a la final. Finalment, va guanyar tant el vot del jurat com del públic, i es va convertir en la representant d'Israel per al concurs. La seva cançó per al concurs, seleccionada en una fase posterior, es va titular "Hurricane". La cançó es va classificar per a la final de l'11 de maig i va acabar en cinquè lloc general i en segon lloc de la votació del públic.